# Kayak surf

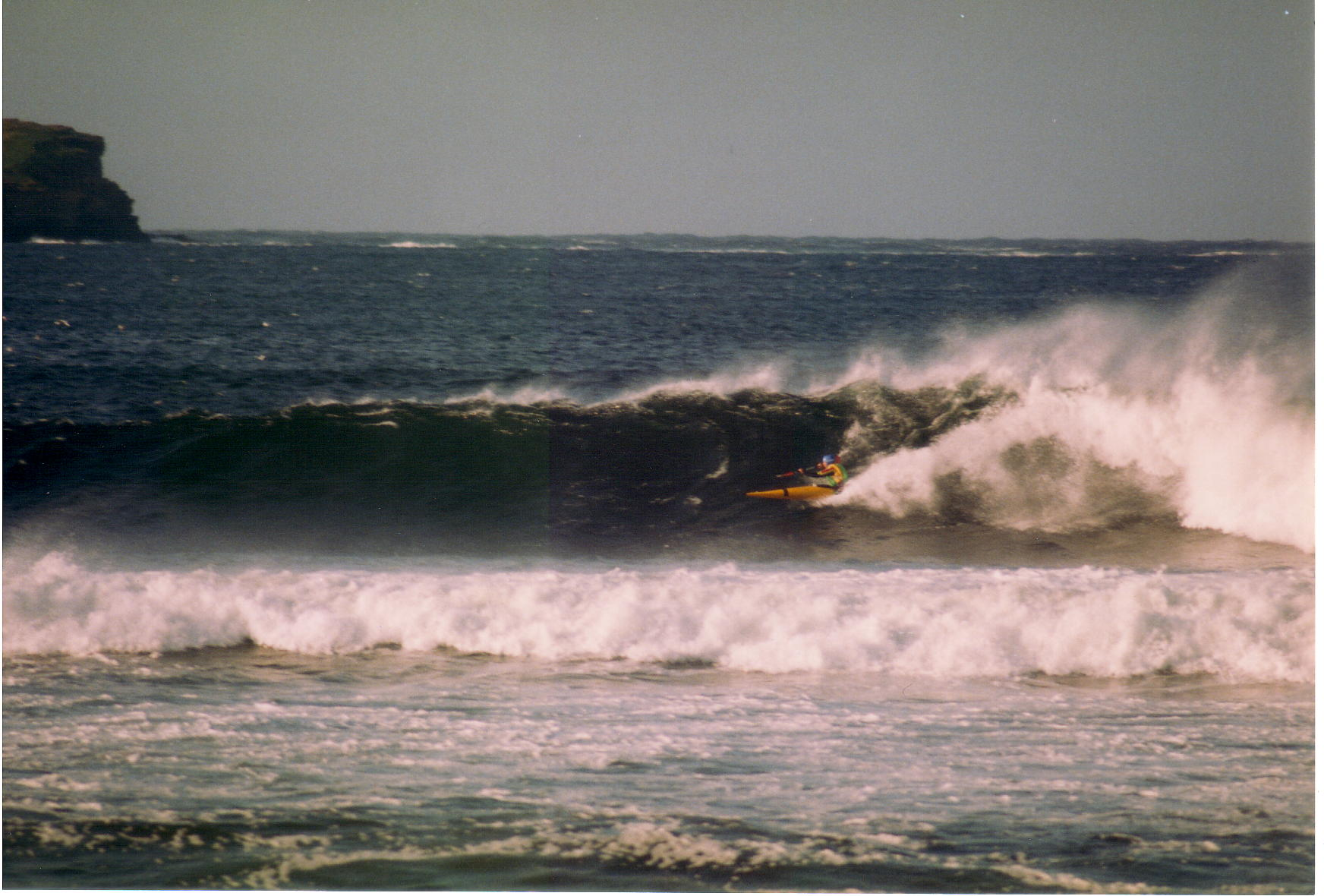

Le kayak-surf est un sport nautique, une discipline sportive du canoë-kayak, très proche du waveski, il s'en distingue par l'embarcation utilisée : un kayak.
C'est une activité passionnante, au contact de la nature, qui combine l’adrénaline des vagues, connexion intense avec l'océan mais avec la tranquillité de la pagaie, généralement pratiquée dans l'océan ou en mer.
À l'instar du surf et du waveski, le kayak surf consiste à réaliser des manœuvres et naviguer sur les vagues, en utilisant les courants pour se faufiler et réaliser des manœuvres. A la différence du kayak traditionnel, le kayak surf favorise également la rapidité et la maniabilité.
Le kayak-surf est un type de kayak fermé, dont la carène se rapproche de la forme d'une planche de surf. Il est muni d'ailerons afin d'augmenter l'accroche sur la face de la vague. Le pont a la particularité d'apporter la quasi-totalité du volume du bateau, sa forme concave au-dessus de la soudure participe à l'accroche du rail.

## Description
Le kayak surf compte 2 catégories :
- High Performance (HP) : des bateaux courts (entre 2,20m et 2,40m) avec ailerons, très manœuvrables et dynamiques.
- International Class (IC): bateaux de plus de 3m sans ailerons, ils ont moins d'accroche et plus de glisse.

Les sites de pratiques et les manœuvres de bases sont identiques à ceux du surf ; On retrouve cependant quelques figures empruntées au kayak freestyle.
En Europe, le kayak surf est très pratiqué en Espagne, au Portugal et en Grande-Bretagne. En France, la pratique du waveski est majoritaire.

## Précaution

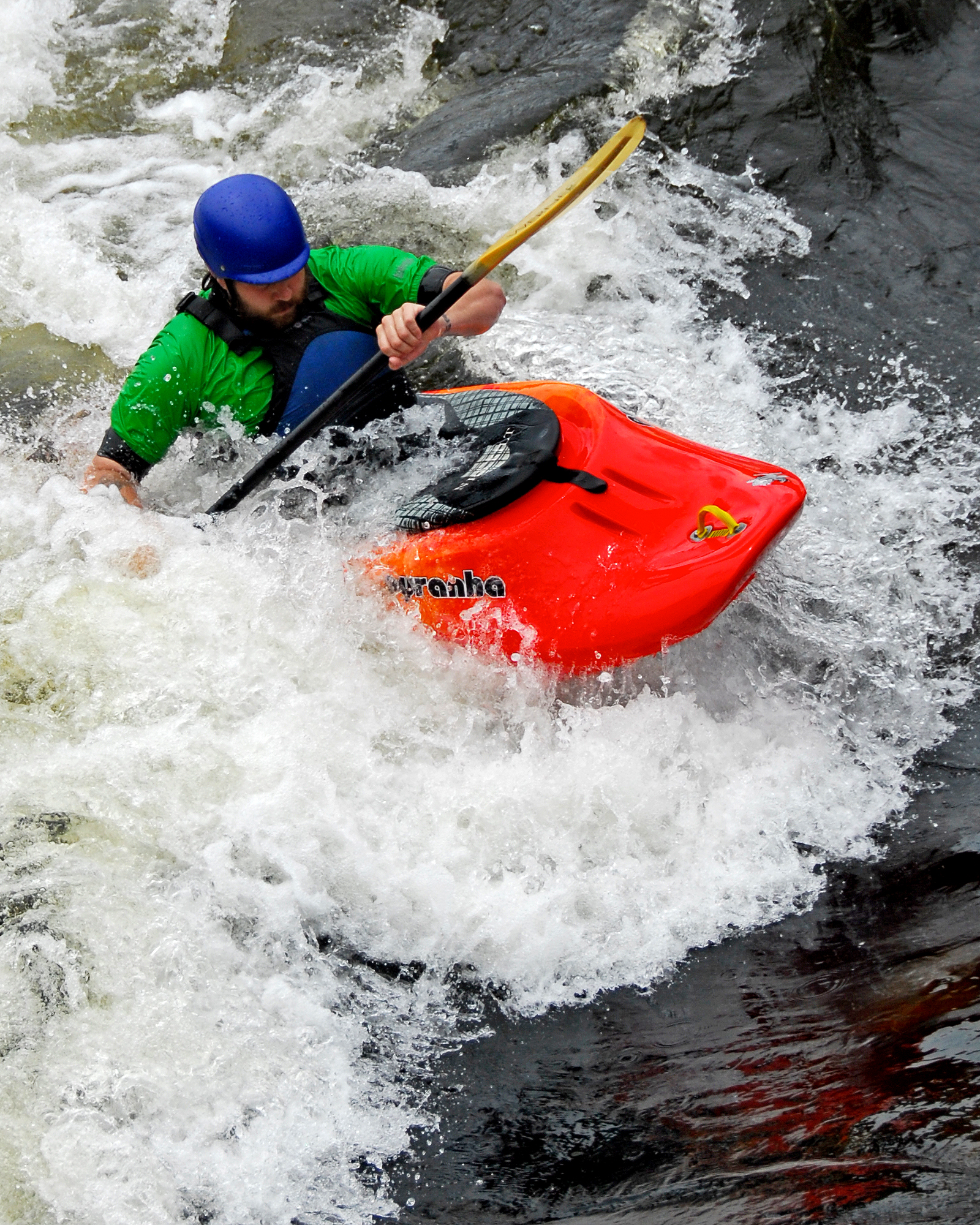
Un pratiquant de kayak surf, à Manchester en 2008, qui porte l'équipement nécessaire à une bonne pratique.

Le kayak surf nécessite un équipement précis;  un modèle de kayak de surf court et large pour plus de stabilité, un casque de kayak, une pagaie adaptée, un gilet de sauvetage et il est également conseillé de s'habiller chaudement (grâce à une combinaison en néoprène par exemple).
Il est essentiel de vérifier les conditions météorologiques et les prévisions des vagues (tailles fréquences,...). Il est conseillé de pratique ce sport à plusieurs et de prévenir un proche de votre excursion.
Pour la sécurité des baigneurs, cette activité est a pratiquer loin des zones de baignade.

## Histoire et compétition
L'activité du kayak surf, apparait en France dans les années 1985, elle est a l'origine un moyen pratique utilisé par les secouristes australiens pour aller aider et chercher dans nageurs en difficultés.
Le kayak surf est devenu un sport de glisse et comprend une coup de France , un championnat de France, et des championnats du Monde comprenant 20 nations.